# ۱-سیکلوهگزیل‌پیپرازین
۱-سیکلوهگزیل‌پیپرازین (به انگلیسی: 1-Cyclohexylpiperazine) با فرمول شیمیایی C۱۰H۲۰N۲ یک ترکیب شیمیایی با شناسه پاب‌کم ۸۷۲۹۸ است. که جرم مولی آن 168.279 g/mol می‌باشد. 